# 데럴 마데이
데럴 마데이(Daryl A. Maday, 1985년 8월 12일 ~ )는 미국의 전 야구선수이자, 전 KBO 리그 고양 원더스의 투수이다.

## 선수 시절

### 미국 프로야구 시절
2007년에 샌프란시스코 자이언츠에 입단하였다.

### 한국 독립야구 시절

#### 고양 원더스시절
상무 야구단과의 경기에서 볼넷을 하나만 내주는 등 노히트노런을 기록했다. 이후에도 좋은 피칭을 보여주었으나, 당시 고양 원더스에서 선수생활을 오래하지 못하고 은퇴하였다.

## 야구선수 은퇴 후

### 넥센 히어로즈시절
2016년에 화성 히어로즈의 투수 인스트럭터 코치로 활동했다.